# Хајао Мијазаки
Хајао Мијазаки (транслит. ; Токио, 5. јануар 1941) јапански је редитељ и сценариста анимеа. Један је од оснивача Студија Гибли. Сматра се једним од најпознатијих и најпоштованијих стваралаца анимеа.
Мијазаки је створио бројне аниме филмове, један од најпознатијих је Зачарани град који је освојио и Оскара за најбољи анимирани филм 2002. Филмови Принцеза Мононоке и Покретни дворац су такође једни од успешнијих. У филмовима се најчешће истражује људска повезаност са природом, технологијом.
Рођен у Токију у Бункјо делу Токија, Мијазаки је од раних година изразио интересовање за мангу и анимацију, а придружио се и Тоеј анимејшон−у 1963. године. Током раних година у Тоеј анимејшон-у је радио као човек који побољшава анимацију, а касније сарађивао с режисером Исаом Такахатом. Значајни филмови којима је Мијазаки допринео у Тоеју су Псећи Марш и Гуливерова путовања изван месеца. Он је пружио кључну анимацију другим филмовима у Тоеју, као што је Мачак у чизмама и Животињско острво блага, пре него што је прешао у А-Про 1971. године, где је заједно са Такахатом режисерао Лупин Трећи део. Након преласка у Зуијо Еизо (касније познат као Нипон Анимејшон) 1973. године, Мијазаки је радио као аниматор на Светском ремек-дело позоришту и режирао је телевизијску серију Будући дечак Конан. Придружио се Телеком Анимејшон Филм / Токио филму Шинса 1979. године да направи свој први дугометражни филм, Дворац Каљостро 1979. и Наусикаја од Ветровите Долине 1984. године, као и телевизијску серију Шерлок ловачки пас.
Мијазаки је основао студио Гибли заједно са Исаом Такахатом 1985. Режирао је неколико филмова са Гибли, укључујући Замак на небу 1986. године, Мој комшија Тоторо 1988. године, Кикин сервис за достављање 1989. и Порко Росо 1992. године. Филмови су имали комерцијалан и критичан успех у Јапану. Мијазакиов филм Принцеза Мононоке био је први анимирани филм који је освојио награду Јапанске академије за слику године и на кратко постао филм са највише зараде у Јапану након објављивања 1997. године, а његова дистрибуција на западу значајно је повећала популарност и утицај Гиблија ван Јапана. Његов филм Зачарани град од 2001. године постао је највећи филм у историји Јапана, освајајући Оскара за најбољу анимацију на 75. додели Оскара и сматра се једним од најбољих филмова ове деценије. Каснији филмови Покретни дворац, Поњо и Ветар се диже такође су имали критичан и комерцијалан успех. Након објављивања Ветар се диже, Мијазаки је објавио своје пензионисање од дугометражних филмова, иако се вратио да ради на новом филму у 2016. години.
Радове Мијазакија карактерише понављање тема као што су однос човечанства са природом и технологијом, природан и традиционалан начин живота, значај уметности и занатства и тешкоћа одржавања пацифистичке етике у насилном свету. Протагонисти његових филмова често су јаке девојке или младе жене, а неколико његових филмова представљају морално двосмислене антагонисте са искористивим квалитетом. Мијазакијеви радови су хваљени и награђени; проглашен је личном културном заслугом за изузетне културне доприносе у новембру 2012. године, а добитник је признања Академије за свој утицај на анимацију и биоскоп у новембру 2014. године. Амерички филмски критичар Роџер Иберт је 2002. године наговестио да је Мијазаки можда најбољи филмски аниматор у историји и хвалио је дубину и уметничку вредност његових филмова.

## Поглед на свет
Радња филма Порко Росо је једини његов филм чија је радња смештена у Европи и то баш на нама блиско Јадранско море. У филму се поред љубавне приче провлаче и тенкови и италијански нацисти, што показује Мијазакијеву другу страну. Мијазаки је по уверењу марксиста.
Мијазаки подржава еманципацију жена што се види и у његовим филмовима, где се појављују бројни јаки женски ликови. У анимеу Принцеза Мононоке на челу Гвозденграда је жена Ебоши. Мијазаки је то објаснио тиме што је рекао да жена на власти представља револуцију, док би мушкарац био само шеф.
Мијазакија је тешко разумети јер иде из крајности у крајност, он као обожавалац природе уништава природу у анимеу Принцеза Мононоке. У истом анимеу Ебоши убија Бога шуме, што Мијазаки објашњава тиме да жели да у том свету постоје и лоши људи, јер не жели да убије некога зато што је зао.

## Филмографија
- Дечак из будућности - (未来少年コナン Mirai Shōnen Conan), 1978 (TV series)
- Каглиостров замак - (Lupin III) - (ルパン三世カリオストロの城 Rupan sansei: Kariosutoro no shiro), 1979
- Наусикаја од Ветровите Долине - (風の谷のナウシカ Kaze no tani no Naushika), 1984
- Замак на небу - Laputa: The Castle in the Sky (天空の城ラピュタ Tenkū no shiro Rapyuta), 1986
- Мој комшија Тоторо - (となりのトトロ Tonari no Totoro), 1988
- Кикина служба за доставу - (魔女の宅急便 Majo no takkyubin), 1989
- Порко Росо - (紅の豚 Kurenai no buta), 1992
- На твој знак, 1995
- Принцеза Мононоке - (もののけ姫 Mononoke Hime), 1997
- Зачарани град - (千と千尋の神隠し Sen to Chihiro no Kamikakushi), 2001
- Покретни дворац - (ハウルの動く城 Hauru no Ugoku Shiro), 2004
- Поњо на литици крај мора - 2008.
- Ветар се диже, 2013.
- Дечак и чапља, 2023.

### Сценариста
- Шаптач срца - (耳をすませば; Mimi o Sumaseba), 1995
- Ветар се уздиже -(風立ちぬ; Kaze Tachinu), 2013